# Henri Deconinck

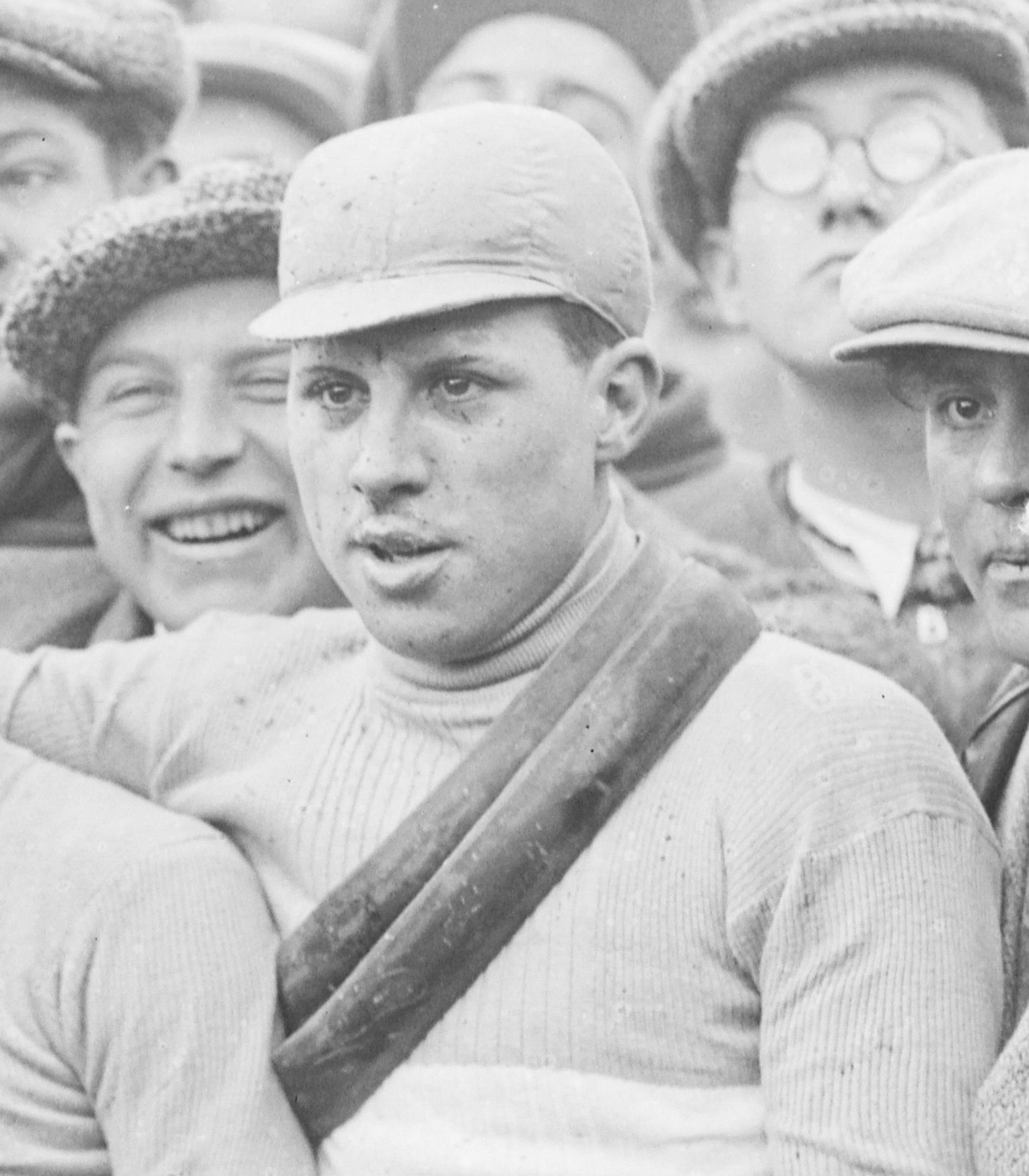
Henri Deconinck während dem 8. Critérium international de cyclo-cross 1932

Henri Deconinck (* 31. Mai 1909 in Nieppe; † 26. Februar 1984 in Neufchâtel-en-Bray) war ein französischer Radrennfahrer.

## Sportliche Laufbahn
Deconinck war Spezialist für Querfeldeinrennen (heutige Bezeichnung Cyclocross). 1930 gewann er als Zweiter hinter Camille Faucaux seine erste Medaille bei den nationalen Meisterschaften im Querfeldeinrennen. 1931 wurde er wieder Vize-Meister. Das Vorläuferrennen der UCI-Weltmeisterschaften, das Critérium international de cyclo-cross gewann er 1931.
Auch als Straßenfahrer war er erfolgreich, so siegte er 1930 im Rennen Tourcoing–Dunkerque–Tourcoing und 1932 im Rennen Paris–Fourmies. Von 1928 bis 1930 fuhr er als Unabhängiger, 1932 war er Berufsfahrer.